# Hôtel de Chalvet
L’hôtel de Chalvet est un hôtel particulier situé au no 12 de la place du Parlement, dans le centre historique de Toulouse. Construit entre 1610 et 1622 pour François de Chalvet, conseiller au parlement, puis président aux Enquêtes. Il conserve une imposante façade sur rue de style Renaissance tardive et un portail monumental.

## Histoire
Au début du XVIe siècle, le conseiller au parlement Simon Reynier fait construire un premier hôtel sur l'emplacement de cinq maisons de la rue de l'Inquisition, face à la place du Boucail, et à proximité immédiate du parlement. C'est à la même époque qu'il fait bâtir la maison de la rue de la Hache (actuel no 10), qui lui sert de dépendance. Simon Reynier, seigneur de Gongouse et de Brantalon, avait été nommé conseiller en 1521, à la place de Georges d'Olmière, nommé quatrième président. Au moment de jurer qu'il n'avait pas acheté sa charge, il avoua avoir versé la somme de 6 000 livres, sous forme de prêt au roi. Il meurt vers la fin de 1568, mais avait, depuis l'année précédente, transmis son office à son fils, Louis de Reynier. Celui-ci, seigneur de Saint-Loup, hérite également de l'hôtel. Il meurt à son tour vers la fin de l'année 1574.
L'hôtel de la rue de l'Inquisition et l'immeuble de la rue de la Hache sont alors séparés : le second passe au fils de Louis de Reynier, le docteur Jean Reynier, tandis que l'hôtel est transmis à sa fille, Jacqueline de Reynier. Celle-ci avait épousé, en 1591, François de Chalvet (1559-1622), conseiller au parlement le 28 avril 1583. Issu d'une famille de parlementaires toulousains, il est le fils du conseiller Mathieu Chalvet et de Jeanne de Bernuy. En 1605, François de Chalvet est nommé puis président. Peu de temps après, il engage les travaux de construction de l'hôtel actuel, qui s'étalent de 1610 à sa mort, en 1622.
En 1679, François de Chalvet (1635-1705), seigneur de Gongouse, conseiller au parlement, possède l'hôtel. Il passe ensuite à son fils, François-Auguste de Chalvet (1668-1724), puis à Henri-Auguste de Chalvet-Rochemonteix (1713-1772), grand sénéchal de Toulouse, qui le vend, en 1762, à Jean-François de Pujos, conseiller au parlement de 1751 à 1767. C'est aujourd’hui l’hôtel de la famille de Pins-Montbrun.

## Description
La façade de cet hôtel, qui était d'un beau style Louis XIII a été complètement défigurée par la suppression des meneaux des fenêtres; ces fenêtres étaient à double croisillons. On les retrouve dans la cour, mais là encore, le meneau horizontal supérieur a été scié. Sur le fronton du portail, le blason de la famille de Pins a remplacé celui des Chalvet, martelé pendant la Révolution. Dans la cour à droite, l'escalier de pierre à rampe droite de la Renaissance a été conservé.

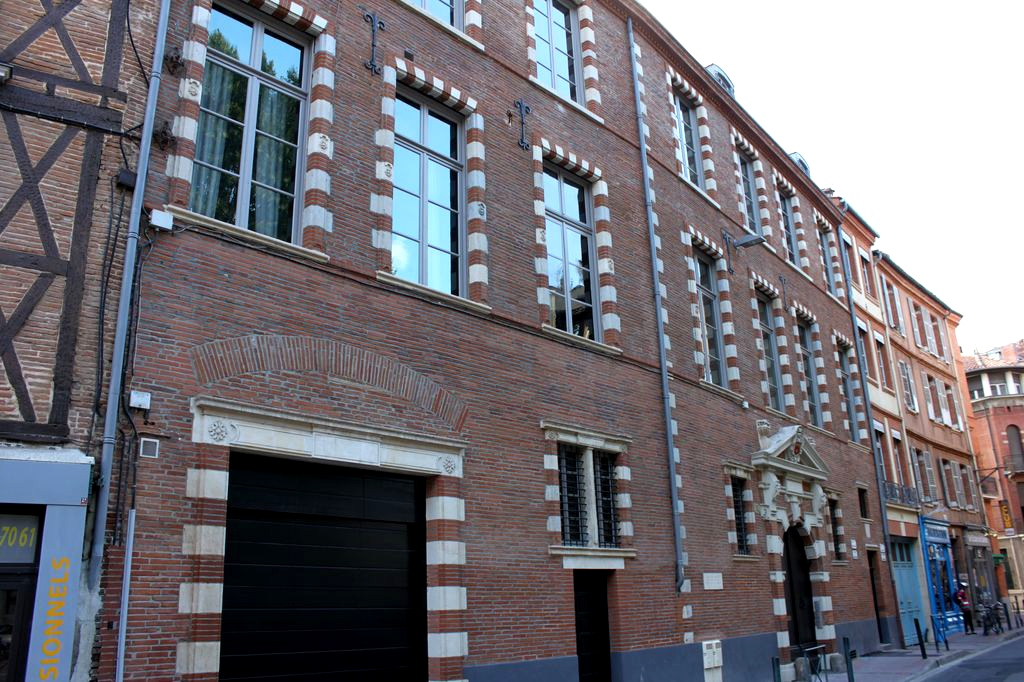
Façade sur la place du Parlement.
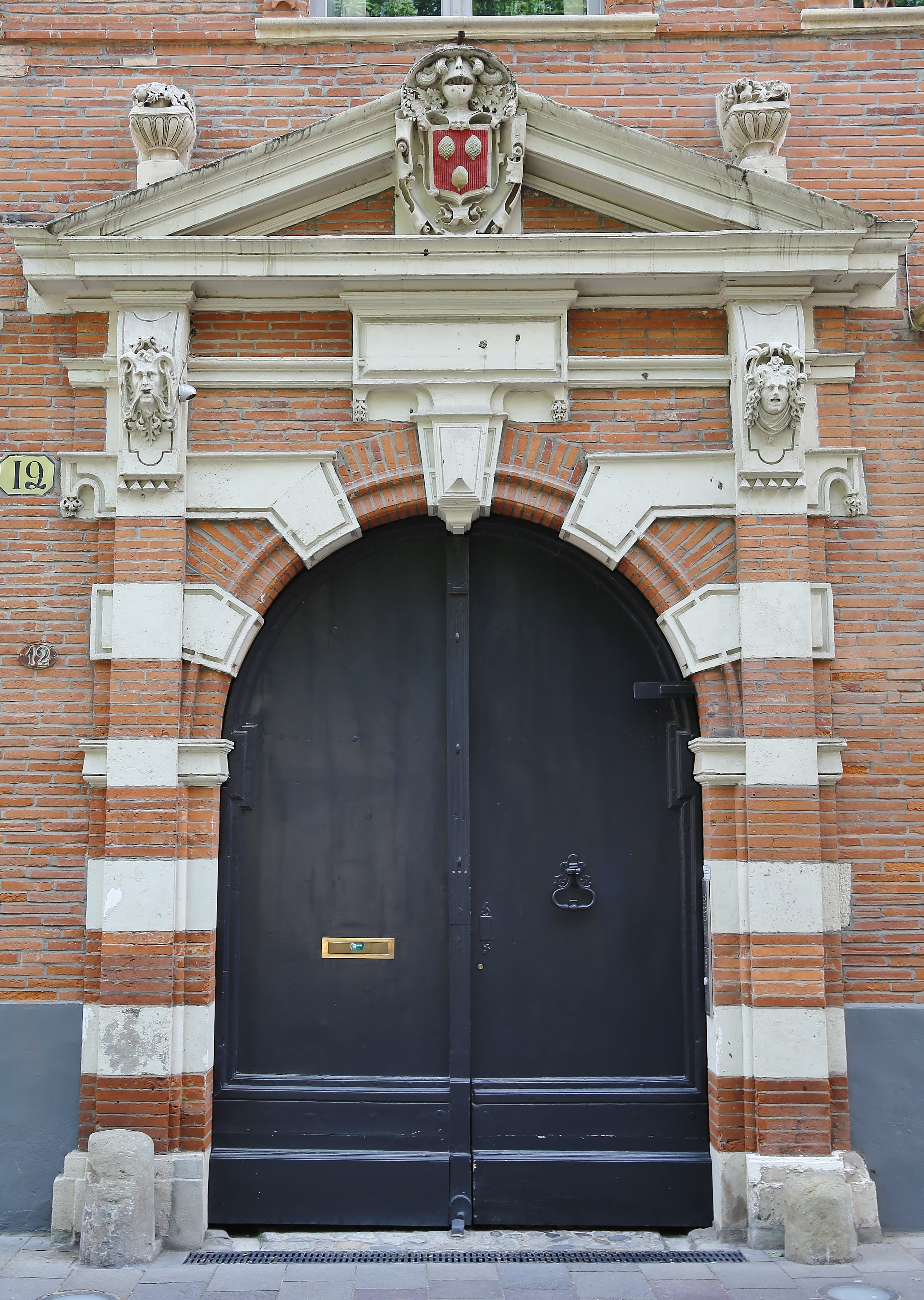
Portail du XIXe siècle.
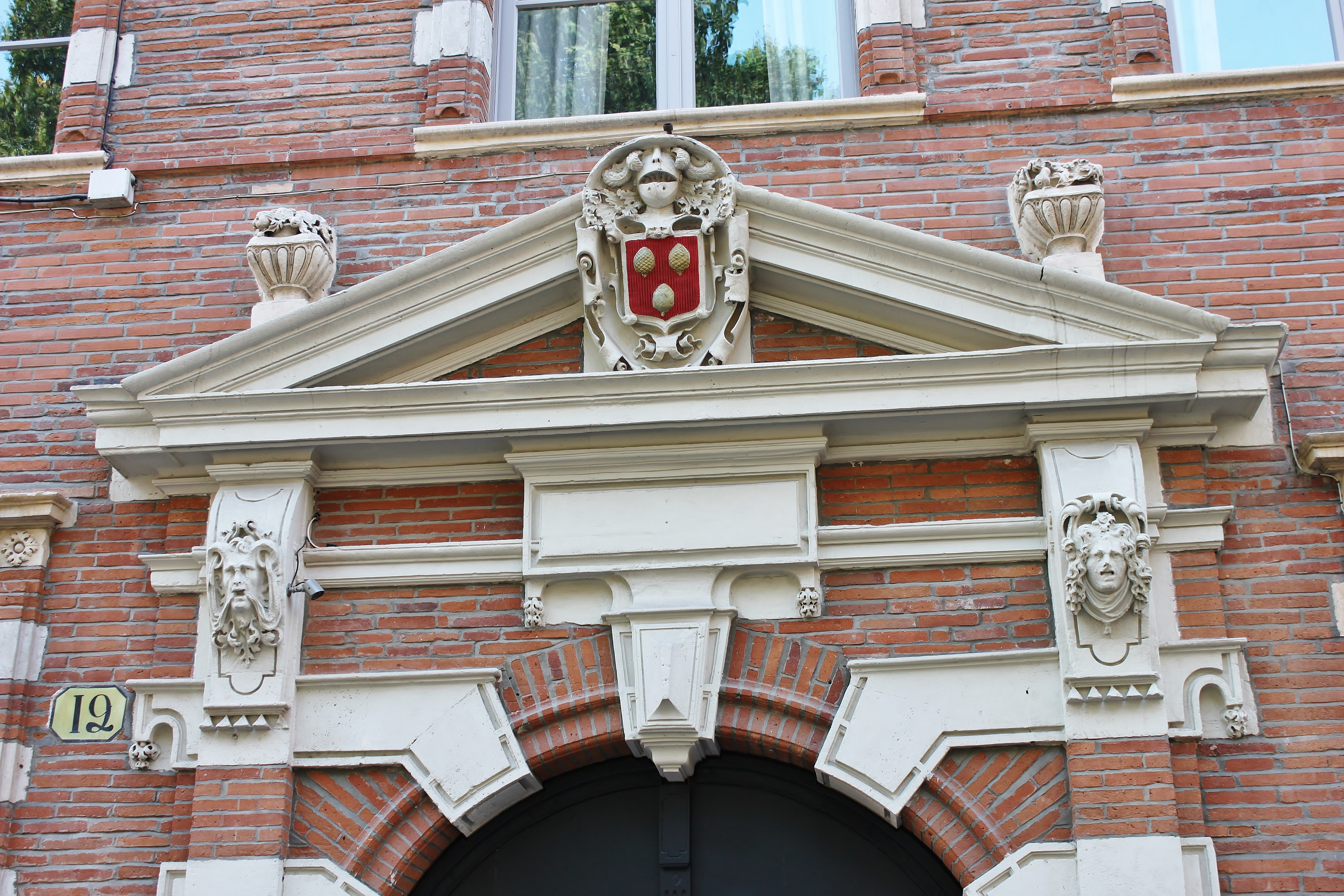
Armes de la famille de Pins sur le portail.
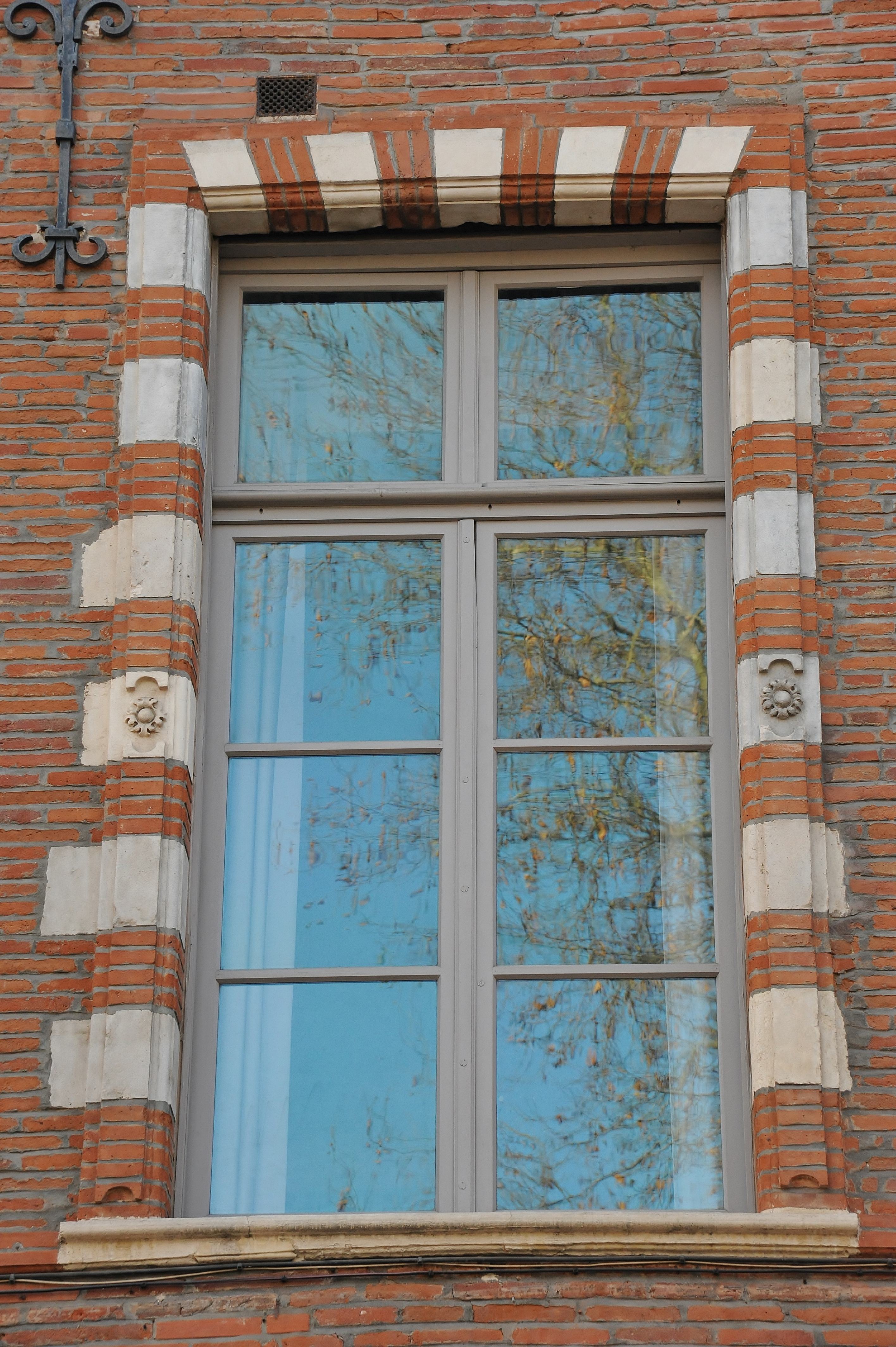
Fenêtre.
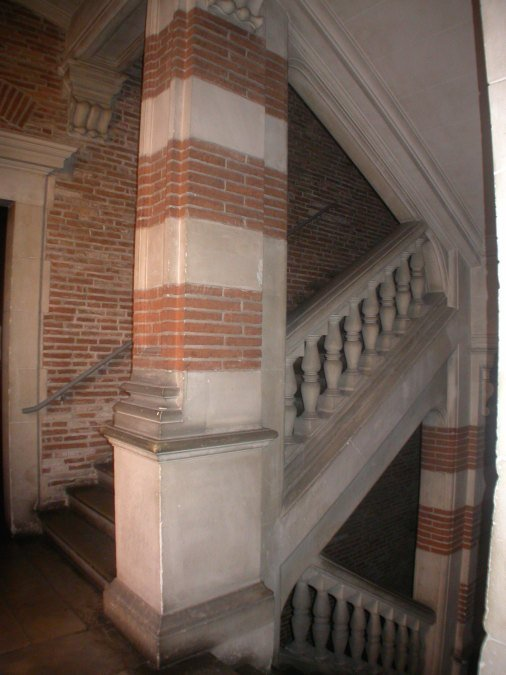
Escalier.
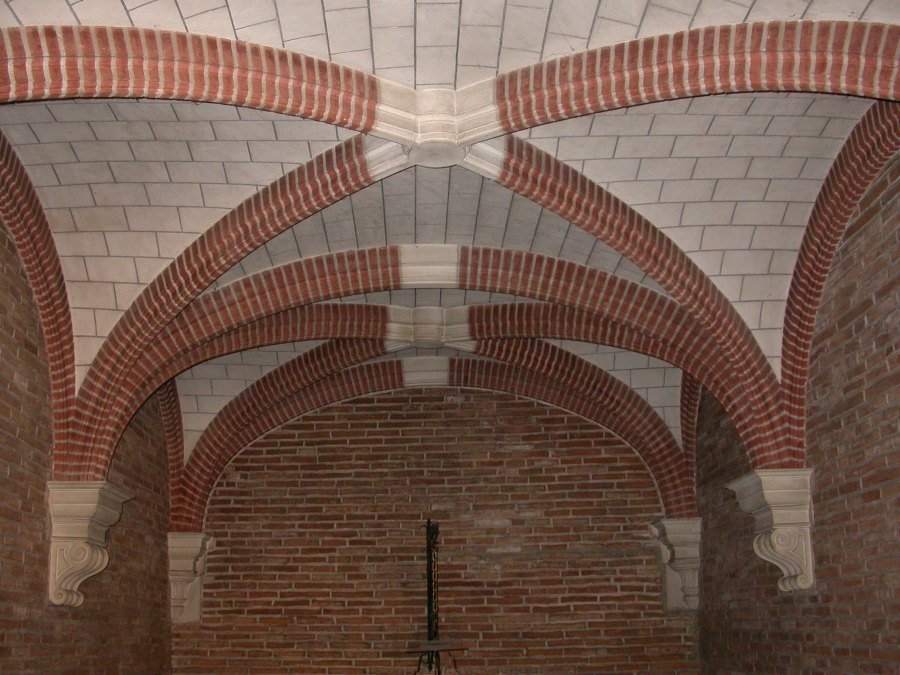
Voûte de l'escalier.